# Lulù
Pour les articles homonymes, voir Lulu.
Pour plus de détails, voir Fiche technique et Distribution.
Lulù est un film italien réalisé par Fernando Cerchio, sorti en 1953.

## Fiche technique
- Titre : Lulù
- Réalisation : Fernando Cerchio
- Scénario : Fernando Cerchio et Mario Corsi
- Photographie : Mario Albertelli, Vincenzo Seratrice, Nicola Manzari et Ottavio Poggi d'après la pièce de Carlo Bertolazzi (it)
- Montage : Antonietta Zita (it)
- Musique : Franco D'Achiardi
- Pays d'origine : Italie
- Format : Noir et blanc - 1,37:1 - Mono
- Genre : comédie
- Durée : 90 minutes
- Date de sortie : 1953

## Distribution
- Valentina Cortese : Lulù
- Jacques Sernas : Mario
- Luigi Pavese : Stefano
- Marcello Mastroianni : Soletti
- Paola Borboni : Virginia
- Luigi Cimara : Farnesi
- Mario Ferrari : Mr Franchi
- Flora Mariel (it) : Teresa
- Anna Maria Padoan : Giustina
- Pina Piovani : Mme Salvi
- Laura Gore : la femme de ménage vénitienne